# Creek County
Creek County är ett administrativt område i delstaten Oklahoma, USA, med 69 967 invånare. Den administrativa huvudorten (county seat) är Sapulpa.

## Geografi
Enligt United States Census Bureau har countyt en total area på 2 512 km². 2 475 km² av den arean är land och 37 km² är vatten.

### Angränsande countyn
- Pawnee County - nord
- Tulsa County - öst
- Okmulgee County - sydost
- Okfuskee County - syd
- Lincoln County - väst
- Payne County - nordväst

### Orter
- Bristow
- Depew
- Drumright (delvis i Payne County)
- Kellyville
- Kiefer
- Lawrence Creek
- Mannford
- Mounds
- Oakhurst (delvis i Tulsa County)
- Oilton
- Sapulpa (huvudort, delvis i Tulsa County)
- Shamrock
- Slick
- Stroud